# Jazovik
Jazovik (izvirno srbsko Јазовик) je naselje v Srbiji, ki upravno spada pod Mesto Valjevo; slednja pa je del Kolubarskega upravnega okraja.
- naselje Jazovik - panorama
- naselje Jazovik - panorama
- naselje Jazovik - panorama
- naselje Jazovik - panorama
- naselje Jazovik - panorama

## Demografija
V naselju živi 119 polnoletnih prebivalcev, pri čemer je njihova povprečna starost 41,7 let (39,3 pri moških in 44,5 pri ženskah). Naselje ima 43 gospodinjstev, pri čemer je povprečno število članov na gospodinjstvo 3,35.
To naselje je, glede na rezultate popisa iz leta 2002, večinoma srbsko, a v času zadnjih treh popisov je opazno zmanjšanje števila prebivalcev.
|  |

| Demografija | Demografija     | Demografija     |
| Leto        | Št. prebivalcev | Št. prebivalcev |
| ----------- | --------------- | --------------- |
|             |                 |                 |
|             |                 |                 |
|             |                 |                 |
|             |                 |                 |
| 1948        | 190             |                 |
| 1953        | 219             |                 |
| 1961        | 229             |                 |
| 1971        | 242             |                 |
| 1981        | 275             |                 |
| 1991        | 243             | 243             |
| 2002        | 144             | 144             |
|             |                 |                 |

| Etnična sestava po popisu iz leta 2002 | Etnična sestava po popisu iz leta 2002 | Etnična sestava po popisu iz leta 2002 | Etnična sestava po popisu iz leta 2002 | Etnična sestava po popisu iz leta 2002 |
| -------------------------------------- | -------------------------------------- | -------------------------------------- | -------------------------------------- | -------------------------------------- |
| Srbi                                   | Srbi                                   |                                        | 139                                    | 96,52%                                 |
| Črnogorci                              | Črnogorci                              |                                        | 2                                      | 1,38%                                  |
| Makedonci                              | Makedonci                              |                                        | 1                                      | 0,69%                                  |
| Albanci                                | Albanci                                |                                        | 1                                      | 0,69%                                  |
| Neznano                                | Neznano                                |                                        | 1                                      | 0,69%                                  |